# 0732
0732 è il prefisso telefonico del distretto di Fabriano, appartenente al compartimento di Ancona.
Il distretto comprende la parte occidentale della provincia di Ancona. Confina con i distretti di Pesaro (0721) e di Jesi (0731) a nord, di Macerata (0733) e di Camerino (0737) a est, di Foligno (0742) a sud e di Perugia (075) a ovest.

## Aree locali e comuni
Il distretto di Fabriano comprende 4 comuni inclusi nell'unica area locale omonima (ex settori di Fabriano e Sassoferrato) e nelle 2 Reti Urbane di Fabriano e Sassoferrato. I comuni compresi nel distretto sono: Cerreto d'Esi, Fabriano, Genga e Sassoferrato .
AREE LOCALI E RETI URBANE
Area Locale di Fabriano
Comprende le sole 2 Reti Urbane di Fabriano e Sassoferrato.
Rete Urbana di Fabriano
Comprende i soli 2 Comuni di Cerreto d'Esi e Fabriano.
Rete Urbana di Sassoferrato
Comprende i soli 2 Comuni di Genga e Sassoferrato.